# Schloss Rahlen

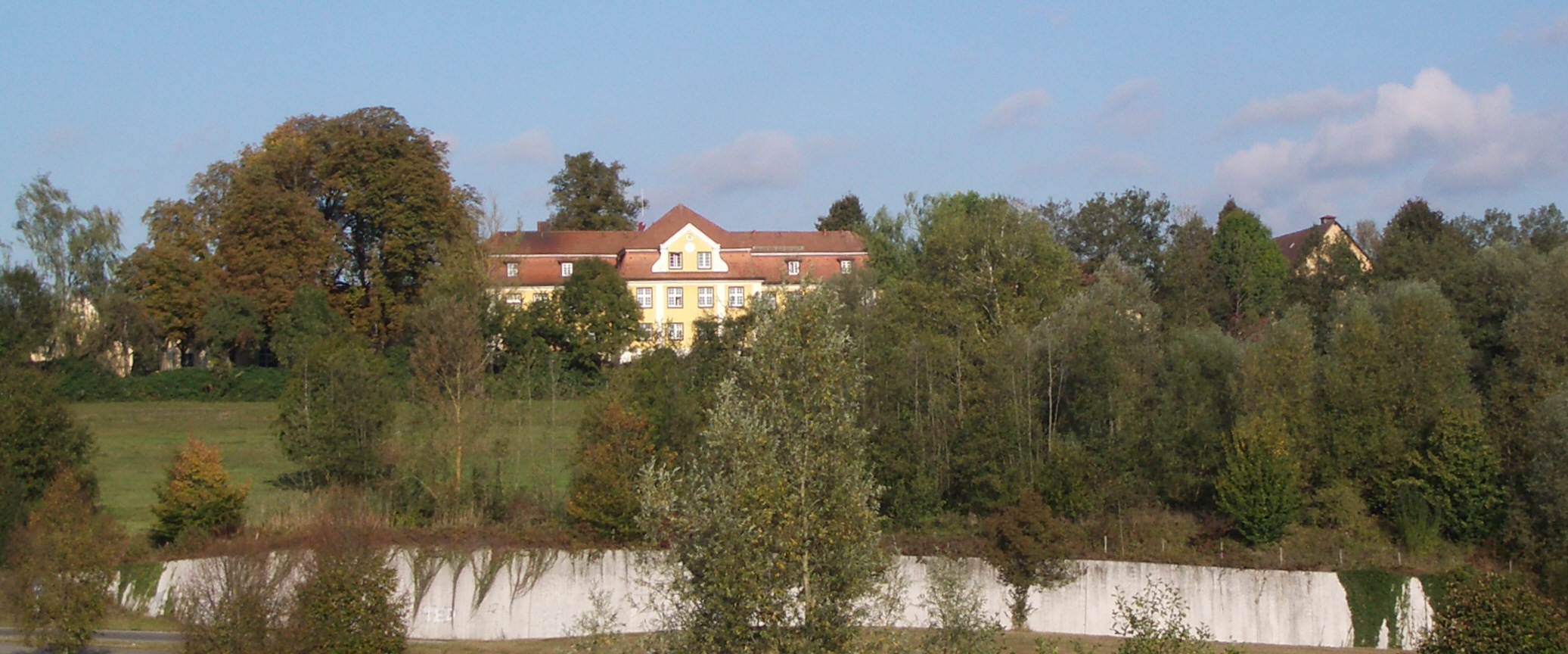
Heutige Ansicht des Schlossbaus

Bei dem Schloss Rahlen handelt es sich um ein Schlossbau auf dem Rahlenhof südwestlich von Ravensburg im Landkreis Ravensburg.

## Geschichte

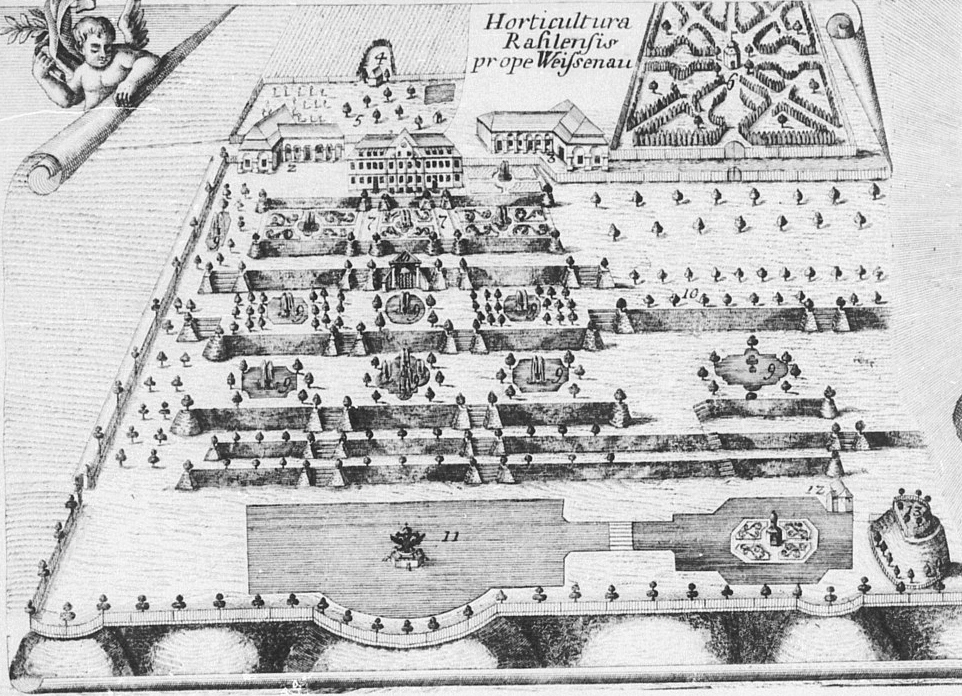
Zeichnung aus dem Jahr 1763

Die Stelle wurde 1145 erstmals urkundlich als Herwegisruti erwähnt. Später wurde der Gutshof des Klosters Weißenau als Herwigsreute bezeichnet und ab dem 17. Jahrhundert in Rahlen ungenannt. Im 18. Jahrhundert wurde der Hof in einen Sommersitz der Äbte des Klosters Weißenau umgebaut. Das heute noch existierende spätbarocke zweigeschossige Schloss mit einem Mansarddach wurde 1742/43 erbaut. Das einfache, stattliche Gutshaus wurde 1758 abgerissen. Unterhalb des Schlosses wurde zwischen 1742 und 1762 eine Gartenanlage mit Wasserspielen, Weihern und einem Labyrinth angelegt, die sich über sieben Terrassen bis zur Schussen erstreckte. Am Fuße der Terrassen wurde ein großer Weiher mit Blumeninsel angelegt, die mit dem Boot erreicht werden konnte. Über die Schussen führte eine überdachten Holzbrücke in Richtung Weißenau. Die Gartenanlage ist heute weitgehend verschwunden und die ursprüngliche Brücke wurde durch eine moderne Betonbrücke ersetzt. Mit der Säkularisation 1803 gelangte der Hof an das Königshaus Württemberg und später schließlich in Staatsbesitz. Die heutigen Stallungen und Scheunen sind zwischen 40 und 120 Jahren alt und befinden sich oberhalb des Schlossgebäudes. Auf dem untersten Abschnitt der damaligen Gartenanlage verläuft heute die autobahnähnlich ausgebaute B 30.
Seinen Namen bekam der Hof und das Schloss von seinem Pächter Stefan Rahl, der 1525 die Bauern des Klosters Weißenau im Bauernkrieg anführte.